# Miklós Rózsa
Miklos Rozsa (18. april 1907 i Budapest, Ungarn – 27. juli 1995) var en amerikansk filmkomponist. Han studerede i Leipzig og flyttede til Paris i 1931. Senere flyttede han til London (i 1935), hvor han begyndte at skrive filmmusik. I 1940 tog han til USA og fortsatte sin karriere som filmkomponist. 
Hans musik, som omfatter en symfoni, fire koncerter og andet orkester-og kammermusik, opnår en syntese af ungarsk folkesang og symfonisk form. 
Miklos Rozsa har lavet musikken til film som Tyven fra Bagdad (1940), Quo Vadis? (1951), Ben-Hur (1959) og El Cid (1961). 